# Meng Haoran

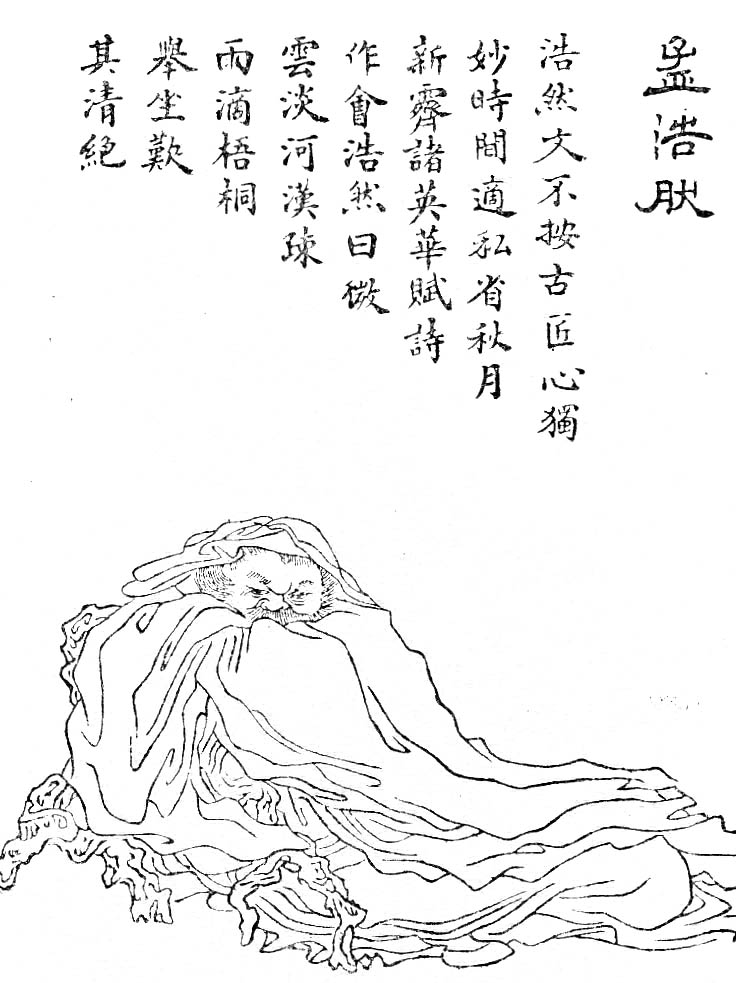
Meng Haoran

Meng Haoran (chinesisch 孟浩然, Pinyin Mèng Hàorán, W.-G. Meng Hao-jan; * 689 oder 691; † 740) war ein chinesischer Dichter der Tang-Dynastie, der oft gemeinsam mit dem Dichter Wang Wei genannt wird, mit dem er befreundet war.

## Leben
Meng Haoran wurde in einer Landeigentümerfamilie in Xiangyang in der Provinz Hubei geboren und verbrachte während seines Lebens viel Zeit auf dem Familiensitz, dem er sehr verbunden war. Viele seiner Gedichte handeln von den Landschaften, Legenden und der Geschichte dieser Gegend.
Mengs politische Laufbahn war erfolglos. Er bestand das Jinshi-Examen erst mit 39 Jahren und erhielt seinen einzigen Beamtenposten drei Jahre vor seinem Tod, gab ihn jedoch schon nach einem Jahr wieder auf.

## Werk
Meng gilt als einer der ersten vollgültigen Vertreter des Stils der Tang-Blütezeit. Neben Gushi, also Gedichten im Alten Stil, schrieb er auch Jintishi, Gedichte im Neueren Stil. Die Dichtung Meng Haorans war unter den Beamten der Hauptstadt beliebt und 15 seiner insgesamt 218 Gedichte wurden in die Dreihundert Tang-Gedichte aufgenommen. Außer den 218 Gedichten sind einige Strophen verstreut überliefert.
Eines seiner bekanntesten Gedichte ist der fünfsilbige Vierzeiler Frühlingsdämmerung (春曉,  Chūnxiǎo).
Original mit Pinyin-Umschrift und Wort-für-Wort-Übersetzung:
春眠不覺曉， Chūn mián bù jué xiǎo,   (Frühling – schlafen – nicht – bemerken – Morgendämmerung)
處處聞啼鳥。 Chùchù wén tí niǎo.     (allerorts – hören – rufen – Vögel)
夜來風雨聲， Yè lái fēngyǔshēng,      (Nacht – kommen – Wind-Regen-Klang)
花落知多少。 Huā luò zhī duōshǎo.     (Blüten – fallen – wissen – wie viele?)
Literarische Übersetzung:
Frühlingsdämmerung
Im Frühling schlief ich, ahnte nicht den Morgen.
Schon ließen Vögel ihre Lieder schallen.
Es rauschten Wind und Regen in der Nacht.
Sind viele Blüten abgefallen?
(nach Ambros Rust)

## Werkausgaben
- The Mountain Poems of Meng Hao-jan. transl. by David Hinton. Archipelagos Books, New York 2004, ISBN 0-9728692-3-9